# Staden
Staden is een plaats en gemeente in de Belgische provincie West-Vlaanderen, ten noordwesten van de stad Roeselare. De gemeente telt iets meer dan 11.000 inwoners.
In het plaatselijke dialect (West-Vlaams) wordt de 'd' niet uitgesproken en wordt het dus Staen.

## Geschiedenis
Op het grondgebied van Staden werden voorwerpen uit het neolithicum aangetroffen, wijzend op een nederzetting uit dit tijdvak.
In 1115 werd Staden voor het eerst vermeld, als Stathen. In de 12e of 13e eeuw zou er al een kerk hebben gestaan. Bestuurlijk was het Hof ter Staden de belangrijkste heerlijkheid, toebehorend aan de families Van Gistel (1280), Van Moorslede (midden 14e eeuw), Van Lichtervelde (vanaf eind 14e eeuw) en Van Noyelles (vanaf 1472). De heren van deze familie lieten een nieuw kasteel bouwen, dat in 1546 voor het eerst werd vermeld. In 1648 volgde verkoop aan Claudius de Carnin. Onder Frans bestuur werd de heerlijkheid in 1712 verheven tot Graafschap van Carnin en Staden.
In 1566 werden kerk en kasteel geplunderd door de geuzen.
Omstreeks 1870 was er bedrijvigheid van handel in boter en konijnen, vlas, guano, suikerbieten en oliekoeken. Ook ontwikkelden zich olieslagerijen. Begin 20e eeuw was er sprake van teelt en verwerking van cichorei.
De Eerste Wereldoorlog leidde, vanaf eind 1917, tot volledige verwoesting van het dorp, vooral door Britse offensieven. Vanaf oktober 1918 kwamen de geëvacueerden terug, voorlopig gehuisvest in noodwoningen. Vanaf 1920 vond de wederopbouw plaats. Het kasteel van Staden werd echter niet herbouwd, maar in de Kasteeldreve staat vlak bij de plek waar ooit het kasteel van deze adellijke geslachten stond, een in 1975 gemetselde gedenkbank met stenen van de kasteelruïne. In 1943 vond een Brits bombardement op de dorpskom plaats, waarbij de kerk wederom werd verwoest. In 1955 werd het Duitse oorlogskerkhof van de Eerste Wereldoorlog ontgraven en de stoffelijke overschotten werden verplaatst naar het Deutscher Soldatenfriedhof Menen te Menen.
Na de Tweede Wereldoorlog gebeurde er een omschakeling van de landbouw naar groenteteelt met onder meer serreculturen, met daaraan gekoppeld de opkomst van talrijke 'diepvriesbedrijven'.

## Bezienswaardigheden
- De Sint-Jan-Baptistkerk
- Het Kunstwerk 1+1=3[2] van de Stadense kunstenaar Luc Lapere[3] (Marktplaats) symboliseert de drie deelgemeenten.
- Het Eugène Dermautpark
- Diverse bunkers die dienst deden als Duitse militaire posten (o.a. in de Corbystraat, Soetestraat, Walstraat, Drevestraat en Tolstraat)
- Het AC/DC, sinds 30 november 2018 het nieuwe gemeentehuis[4]

## Natuur en landschap
Staden ligt in Zandlemig Vlaanderen op een hoogte van ongeveer 25 meter. Ten westen van de kom ligt de Midden-West-Vlaamse Heuvelrug met hoogten die hier tot ruim 40 meter reiken.

## Kernen
De gemeente bestaat naast Staden-centrum nog uit de deelgemeenten Oostnieuwkerke en Westrozebeke, beide ten zuiden van Staden zelf. Staden zelf is goed voor ongeveer de helft van de totale bevolking van de gemeente. Op de grens van Staden, Westrozebeke en het naburige Poelkapelle ligt het gehucht en parochie Vijfwegen (IV). Op de grens tussen Oostnieuwkerke en Hooglede ligt het gehucht Sleihage, dat ook tegen en op de grens met Staden ligt. Verder liggen in de gemeente nog een aantal kleinere gehuchtjes verspreid, zoals Stadenberg.
| # | Naam                | Opp. (km²) | Inwoners (2020) | Inwoners per km² | NIS-code |
| - | ------------------- | ---------- | --------------- | ---------------- | -------- |
| 1 | Staden (I)          | 25,61      | 5 674           | 221              | 36019A   |
| 2 | Oostnieuwkerke (II) | 11,00      | 3 577           | 325              | 36019B   |
| 3 | Westrozebeke (III)  | 10,22      | 2 261           | 221              | 36019C   |

De gemeente Staden grenst aan de volgende dorpen en gemeenten:
| - a. Roeselare (stad Roeselare) - b. Passendale (gemeente Zonnebeke) - c. Poelkapelle (gemeente Langemark-Poelkapelle) - d. Houthulst (gemeente Houthulst) - e. Zarren (gemeente Kortemark) - f. Handzame (gemeente Kortemark) - g. Hooglede, met de gehuchten Sint-Jozef en Sleihage (gemeente Hooglede) |

### Kaart

Staden, deelgemeenten en buurgemeenten. De gele gebieden zijn bebouwde kernen.

## Demografische ontwikkeling

### Demografische evolutie voor de fusie
- Bronnen:NIS, Opm:1831 tot en met 1970=volkstellingen; 1976 = inwoneraantal op 31 december

### Demografische ontwikkeling van de fusiegemeente
Alle historische gegevens hebben betrekking op de huidige gemeente, inclusief deelgemeenten, zoals ontstaan na de fusie van 1 januari 1977.
- Bronnen:NIS, Opm:1831 tot en met 1981=volkstellingen; 1990 en later= inwonertal op 1 januari

| Inwoners van jaar tot jaar op 1 januari 1992 tot heden | Inwoners van jaar tot jaar op 1 januari 1992 tot heden | Inwoners van jaar tot jaar op 1 januari 1992 tot heden |
| jaar                                                   | Aantal                                                 | Evolutie: 1992=index 100                               |
| ------------------------------------------------------ | ------------------------------------------------------ | ------------------------------------------------------ |
| 1992                                                   | 10.805                                                 | 100,0                                                  |
| 1993                                                   | 10.826                                                 | 100,2                                                  |
| 1994                                                   | 10.871                                                 | 100,6                                                  |
| 1995                                                   | 10.877                                                 | 100,7                                                  |
| 1996                                                   | 10.897                                                 | 100,9                                                  |
| 1997                                                   | 10.921                                                 | 101,1                                                  |
| 1998                                                   | 10.966                                                 | 101,5                                                  |
| 1999                                                   | 11.021                                                 | 102,0                                                  |
| 2000                                                   | 10.986                                                 | 101,7                                                  |
| 2001                                                   | 10.969                                                 | 101,5                                                  |
| 2002                                                   | 10.930                                                 | 101,2                                                  |
| 2003                                                   | 10.883                                                 | 100,7                                                  |
| 2004                                                   | 10.885                                                 | 100,7                                                  |
| 2005                                                   | 10.912                                                 | 101,0                                                  |
| 2006                                                   | 10.969                                                 | 101,5                                                  |
| 2007                                                   | 10.995                                                 | 101,8                                                  |
| 2008                                                   | 11.041                                                 | 102,2                                                  |
| 2009                                                   | 11.057                                                 | 102,3                                                  |
| 2010                                                   | 11.053                                                 | 102,3                                                  |
| 2011                                                   | 10.979                                                 | 101,6                                                  |
| 2012                                                   | 10.951                                                 | 101,4                                                  |
| 2013                                                   | 10.949                                                 | 101,3                                                  |
| 2014                                                   | 11.068                                                 | 102,4                                                  |
| 2015                                                   | 11.193                                                 | 103,6                                                  |
| 2016                                                   | 11.173                                                 | 103,4                                                  |
| 2017                                                   | 11.314                                                 | 104,7                                                  |
| 2018                                                   | 11.376                                                 | 105,3                                                  |
| 2019                                                   | 11.489                                                 | 106,3                                                  |
| 2020                                                   | 11.518                                                 | 106,6                                                  |
| 2021                                                   | 11.462                                                 | 106,1                                                  |
| 2022                                                   | 11.530                                                 | 106,7                                                  |
| 2023                                                   | 11.639                                                 | 107,7                                                  |
| 2024                                                   | 11.677                                                 | 108,1                                                  |
| 2025                                                   | 11.696                                                 | 108,2                                                  |

## Politiek

### Structuur
| Staden           | Staden           | Supranationaal         | Nationaal                         | Nationaal                         | Gemeenschap               | Gewest                    | Provincie                 | Arrondissement  | Provinciedistrict | Kanton          | Gemeente        |
| ---------------- | ---------------- | ---------------------- | --------------------------------- | --------------------------------- | ------------------------- | ------------------------- | ------------------------- | --------------- | ----------------- | --------------- | --------------- |
| Administratief   | Niveau           | Europese Unie          | België                            | België                            | Vlaanderen                | Vlaanderen                | West-Vlaanderen           | Roeselare       | Roeselare         | Roeselare       | Staden          |
| Administratief   | Bestuur          | Europese Commissie     | Belgische regering                | Belgische regering                | Vlaamse regering          | Vlaamse regering          | Deputatie                 | Deputatie       | Deputatie         | Deputatie       | Gemeentebestuur |
| Administratief   | Raad             | Europees Parlement     | Kamer van volksvertegenwoordigers | Kamer van volksvertegenwoordigers | Vlaams Parlement          | Vlaams Parlement          | Provincieraad             | Provincieraad   | Provincieraad     | Provincieraad   | Gemeenteraad    |
| Kiesomschrijving | Kiesomschrijving | Nederlands Kiescollege | Kieskring West-Vlaanderen         | Kieskring West-Vlaanderen         | Kieskring West-Vlaanderen | Kieskring West-Vlaanderen | Kieskring West-Vlaanderen | Roeselare-Tielt | Roeselare         | Hooglede        | Staden          |
| Verkiezing       | Verkiezing       | Europese               | Federale                          | Federale                          | Vlaamse                   | Vlaamse                   | Provincieraads-           | Provincieraads- | Provincieraads-   | Provincieraads- | Gemeenteraads-  |

### Geschiedenis
De gemeente stond sinds mensenheugenis bekend als een christendemoraten-gemeente. De CVP en later CD&V haalden telkens absolute meerderheden. Maar sinds de verkiezingen van 2012 is het tij gekeerd. Door de opkomst van drie oppositiepartijen (in plaats van het vroegere SAMEN) behaalde de CD&V slechts 10 van de 21 zetels in Staden.
Na korte onderhandelingen werd er een nieuwe coalitie gevormd van N-VA (6 zetels), Open Vld (4 zetels) en sp.a (1 zetel). Deze coalitie haalt een nipte meerderheid met 11 van de 21 zetels. De burgemeester werd geleverd door Open Vld: Francesco Vanderjeugd. Dirk Demeulenaere van CD&V haalde het meeste voorkeurstemmen.
Na 2 legislaturen in de oppositiebanken won CD&V in 2024 opnieuw de verkiezingen (10 zetels), maar een absolute meerderheid zat er niet in. CD&V ging in zee met de lokale onafhankelijke lijst WESTAON (2 zetels). Ludwig Willaert van CD&V werd burgemeester.
In 2004 werd een verbroederingsovereenkomst getekend met de Duitse plaats Florstadt.

### Burgemeesters[7]
- 1793-1794: Emmanuel De Simpel
- 1794-?: Carolus-Jacobus De Leghere
- ?-1808: Jean Vanbesien
- 1808-1830: Charles De Simpel
- 1830-1836: Philippus-Carolus Swaenebergh
- 1836-1848: ?
- 1848-1866: Karel-Ludovicus De Leghere (°1799-1870)
- 1866-1879: François Degraeve
- 1879-1903: Gustaaf De Simpel
- 1903-1907: Clement Delaey (°1838-1907)[8]
- 1908-1935: Charles Ampe (°1852-1935)
- 1935-1962: Renaat Desmedt, Katholieke Partij  (°1880-1962)
- 1962-1965: Camiel Verhaest, CVP
- 1965-1982: Eugene Dermaut, CVP (°1921-1988)
- 1983-1992: Godfried De Tavernier, CVP
- 1992-2012: Josiane Lowie, CD&V (°1947-...)
- 2013-2024: Francesco Vanderjeugd, Open Vld (°1988-...)
- 2024-heden: Ludwig Willaert, CD&V

#### 2013-2018
Burgemeester is Francesco Vanderjeugd (Open Vld). Hij leidt een coalitie bestaande uit Open Vld, N-VA en sp.a. Samen vormen ze de meerderheid met 11 op 21 zetels. In januari 2016 scheurde gemeenteraadslid Koen Demonie zich af van de N-VA en zetelde sindsdien als onafhankelijke. Hierdoor had de meerderheid geen meerderheid meer en zat de gemeente Staden sinds begin 2016 in een politieke impasse. Tijdens deze periode werkte de gemeente met voorlopige twaalfden voor de begroting.
Na negen maanden politieke impasse vond de gemeente bij Gwendolyn Vandermeersch een oplossing. Deze oud-CD&V-voorzitster zal voortaan als onafhankelijk raadslid zetelen en deze coalitie steunen. De coalitie heeft met de stem van Vandermeersch opnieuw de meerderheid.

#### 2019-2024
Na de gemeenteraadsverkiezingen van 2018 behaalde de Open Vld 13 van de 21 zetels en dus de absolute meerderheid. Francesco Vanderjeugd blijft de burgemeester.

#### 2024-2030
Bij de gemeenteraadsverkiezingen van 13 oktober 2024 werd de Open VLD afgestraft voor de schandaalsfeer die rond de burgemeester hing. CD&V met lijsttrekker Ludwig Willaert kreeg het initiatief om een coalitie te vormen. Samen met de onafhankelijke lijst WESTAON werd een meerderheid gemaakt. Ludwig Willaert werd de nieuwe burgemeester. Willaert was eerder ook al schepen.

### Resultaten gemeenteraadsverkiezingen sinds 1976
| Partij of kartel     | Partij of kartel             | 10-10-1976 | 10-10-1976 | 10-10-1982 | 10-10-1982 | 9-10-1988 | 9-10-1988 | 9-10-1994 | 9-10-1994 | 8-10-2000 | 8-10-2000 | 8-10-2006 | 8-10-2006 | 14-10-2012 | 14-10-2012 | 14-10-2018 | 14-10-2018 | 13-10-2024 | 13-10-2024 |
| Stemmen / Zetels     | Stemmen / Zetels             | %          | 21         | %          | 21         | %         | 21        | %         | 21        | %         | 21        | %         | 21        | %          | 21         | %          | 21         | %          | 21         |
| -------------------- | ---------------------------- | ---------- | ---------- | ---------- | ---------- | --------- | --------- | --------- | --------- | --------- | --------- | --------- | --------- | ---------- | ---------- | ---------- | ---------- | ---------- | ---------- |
|                      | CVP1/ CD&V2                  | 50,291     | 11         | 42,781     | 10         | 48,211    | 12        | 57,211    | 12        | 57,881    | 12        | 60,122    | 14        | 41,92      | 10         | 25,32      | 6          | 42,62      | 10         |
|                      | PVV1/ SAMENA/ Open Vld2      | -          |            | 8,561      | 1          | 21,681    | 4         | 42,79A    | 9         | 42,12A    | 9         | 32,46A    | 7         | 22,772     | 4          | 54,12      | 13         | 33,82      | 7          |
|                      | SP1/ SAMENA/ sp.a2/ Westaon3 | -          |            | 13,981     | 2          | 8,631     | 1         | 42,79A    | 9         | 42,12A    | 9         | 32,46A    | 7         | 8,442      | 1          | 7,63       | 1          | 11,73      | 2          |
|                      | N-VA                         | -          |            | -          |            | -         |           | -         |           | -         |           | -         |           | 26,89      | 6          | 9,2        | 1          | -          |            |
|                      | Vlaams Belang                | -          |            | -          |            | -         |           | -         |           | -         |           | -         |           | -          |            | -          |            | 11,8       | 2          |
|                      | AKTIE1/ AKTIE-NIEUWB         | 36,771     | 8          | 34,68B     | 8          | 21,471    | 4         | -         |           | -         |           | -         |           | -          |            | -          |            | -          |            |
|                      | NIEUW1/ AKTIE-NIEUWB         | 12,951     | 2          | 34,68B     | 8          | -         |           | -         |           | -         |           | -         |           | -          |            | -          |            | -          |            |
| Anderen(*)           | Anderen(*)                   | -          |            | -          |            | -         |           | -         |           | -         |           | 7,42      | 0         | -          |            | 3,9        | 0          | -          |            |
| Totaal stemmen       | Totaal stemmen               | 7744       | 7744       | 7915       | 7915       | 7993      | 7993      | 8063      | 8063      | 8063      | 8063      | 8219      | 8219      | 8155       | 8155       | 8362       | 8362       | 5853       | 5853       |
| Opkomst %            | Opkomst %                    |            |            |            |            | 96,51     | 96,51     | 96,21     | 96,21     | 95,17     | 95,17     | 95,96     | 95,96     | 94,31      | 94,31      | 95,0       | 95,0       | 68,2       | 68,2       |
| Blanco en ongeldig % | Blanco en ongeldig %         | 3,06       | 3,06       | 3,49       | 3,49       | 4,5       | 4,5       | 5,53      | 5,53      | 6,23      | 6,23      | 5,84      | 5,84      | 5,42       | 5,42       | 4,7        | 4,7        | 1,7        | 1,7        |

De zetels van de gevormde meerderheid staan vetjes afgedrukt. De grootste partij is in kleur.

De rode cijfers naast de gegevens duiden aan onder welke naam de partijen telkens bij een verkiezing opkwamen.

(*) 2006: V.V.D.S. / 2018: Lijst Neutraal

## Partnersteden
- Florstadt (met een deelgemeente Staden) (Duitsland, sinds 1956)

## Bekende inwoners
- David De Simpel[12] (1778-1851), dichter
- Eduard Van den Bussche, vroeg overleden leerling van Guido Gezelle, bezongen in Kerkhofblommen, herdacht op een grote gedenkplaat in de kerk van Staden.
- Renaat Desmedt (1880), burgemeester (1935-1962), senator (1936-1939) en Belgisch volksvertegenwoordiger (1939-1961)
- Gaston Bouckaert (1907-1988), leraar
- Philemon Sabbe[13] (1901-1994), Amerikaans advocaat
- Roger Noyze[14] (1927-2015), tekenaar, schilder, bekend van zijn filmaffiches
- Willy Spillebeen (1932), auteur, ereburger
- Johan Depoortere (1944), tv-journalist, ereburger
- Jennie Vanlerberghe (1945), vrouwenrechtenactiviste, auteur en journaliste
- Francesco Vanderjeugd (1988), burgemeester (2012-2024), Vlaams Parlementslid (2014-2019)

## Nabijgelegen kernen
De Geite, Zarren, Houthulst, Vijfwegen, Westrozebeke, Sleihage, Hooglede